# Hummingbird (Local Natives-stúdióalbum)
A Hummingbird az egyesült államokbeli indie rock együttes Local Natives második stúdióalbuma, amelyet 2013. január 29-én adott ki a Frenchkiss Records az Amerikai Egyesült Államokban és az Infectious Records Európában. Producere Aaron Dessner.
Az albumról két kislemez, a Breakers és a Heavy Feet jelent meg; előbbi a Billboard 200-as listáján a 13. helyet érte el. A Mt. Washington dal szerepel a 2015-ös Life Is Strange számítógépes játékban.

## Történet

### Felvétel
2011-ben Andy Hahn basszusgitáros kilépett a zenekarból; erről Kelcey Ayler a következőket mondta: „Andy kilépését nehéz volt feldolgozni”; Taylor Rice szerint „Ez egyértelműen egy nehéz helyzet elé állít minket; így új dolgokat tudunk kipróbálni. Az első albumunknál féltünk, hogy nem tudunk mindent megvalósítani, de ennél már szabadok vagyunk. <Próbáljunk ki új dolgokat>”
A The Nationallel való turnéjuk során a zenekar szorosabb kapcsolatba került Aaron Dessnerrel, aki szívesen elvállalta következő lemezük felvételét; ezzel kapcsolatban Matt Frazier a következőket jegyezte meg: „Egyik éjszaka, miután valószínűleg miután sokat ivott, azt mondta. <Fiúk, együtt kéne dolgoznuk>; erre mi a következőt feleltük: <Persze, haver> Miután találkoztunk a többi producerrel, úgy éreztük, hogy tényleg jól kijövünk és megbízunk bennük, mint szövegírókban”. A találkozás után a munkálatokat Dessner New York-i otthonába tették át; ez Ayler szerint „fantasztikus volt; mialatt belaktuk a két emeletet, ő és családja a földszinten, a stúdió pedig hátul volt. Kicsi volt a hely, de nekünk kényelmes.”

### Dalszerzés
A dalok szövegét Kelcey Ayler édesanyjának halála és Andy Hahn kilépése ihlette; ezekről Kelcey a következőket mondta: „[Édesanyám halála] és Andy kilépése, valamint kapcsolati- és egyéb problémák az album hangulatát és a szövegét is befolyásolták. Nem beszéltük meg, hogy az album komorabb vagy szomorúbb lesz, de az életünk és tapasztalataink rányomták bélyegüket a szövegre, szóval ez egy kitekintés az elmúlt évekre.”

## Számlista
Az összes dal szerzője a Local Natives; a Heavy Feet, Breakers és Wooly Mammoth daloknál Aaron Dessner működött közre. 
| 1.    | You & I        | 4:22 |
| 2.    | Heavy Feet     | 4:07 |
| 3.    | Ceilings       | 2:56 |
| 4.    | Black Spot     | 4:41 |
| 5.    | Breakers       | 4:09 |
| 6.    | Three Months   | 4:30 |
| 7.    | Black Balloons | 3:08 |
| 8.    | Wooly Mammoth  | 3:27 |
| 9.    | Mt. Washington | 3:19 |
| 10.   | Colombia       | 4:50 |
| 11.   | Bowery         | 4:37 |
| 44:06 |                |      |

| 12. | Palms  | 4:32 |
| 13. | 11:11  | 3:44 |
| 14. | Ingrid | 4:25 |

## Fogadtatás
Az album általánosságban pozitív fogadtatásban részesült; a Metacriticen 32 értékelésből 77 pontot ért el.
A Paste magazin szerzője, Philip Cosores szerint „a Local Natives őszintén bemutatja komolyságát, a hallgatók velük együtt gyógyulnak; teszik ezt annak tudatában, hogy a befektetett munka megtérül.” A Larry Fitzmaurice, a Pitchfork Media munkatársa a következőket mondta a lemezről: „A Hummingbirddel a Local Natives egy mély, szerethető albumot készített, melynek kis gesztusai nagy jutalmat adnak.” A CMJ kritikájában a következő gondolatok szerepelnek: „Első albumukkal érzelmi képességeiknek csak a felszínét kapargatták. A Hummingbirddel a Local Natives megmutatta, hogy mélyebbre is tudnak ásni.”
A The A.V. Clubnak író Will Buttler azt írta, hogy a Hummingbird „rejtett jutalmak albuma, egy-egy érzelmes dalt, illetve ezek tökéletes sorát szolgáltató lemez. Viszont nem egy összetartó, lenyűgöző egész.” A Magnet leírása alapján „nem tudtak vagy -akartak a 2009-es debütáló albumuk, a Gorilla Manor örvénylő magasságai fölé emelkedni, a Hummingbird ehelyett saját fejét a homokba dugja.”

## Közreműködők

### Local Natives
- Taylor Rice – ének, basszusgitár, ritmusgitár
- Kelcey Ayler – ének, ritmusgitár, zongora, harmónium, billentyűk, harangjáték, ütőhangszerek
- Ryan Hahn – háttérének, gitár, basszusgitár, mandolin, billentyűk
- Matt Frazier – dob, ütőhangszerek

### Más zenészek
- Aaron Dessner – gitár, basszusgitár, orgona, tamburin, basszuspedál, taps
- Raymond Richards – basszusgitár
- Yuki Numata – hegedű
- Beth Meyers – brácsa
- Clarice Jensen – cselló
- Dave Nelson – harsona

## Fordítás
Ez a szócikk részben vagy egészben  a   Hummingbird (Local Natives album) című angol Wikipédia-szócikk ezen változatának fordításán alapul.  Az eredeti cikk szerkesztőit annak laptörténete sorolja fel. Ez a jelzés csupán a megfogalmazás eredetét és a szerzői jogokat jelzi, nem szolgál a cikkben szereplő információk forrásmegjelöléseként.